# Yousef Ayman (Fußballspieler, März 1999)
Yousef Ayman Hafez Farahat (arabisch يوسف أيمن حافظ فرحات, DMG Yūsif Aiman Ḥāfiẓ Faraḥāt; * 21. März 1999) ist ein katarisch-ägyptischer Fußballspieler.

## Karriere

### Verein
Aus der ASPIRE Academy kommend ging er zur Saison 2017/18 in den Kader von al-Duhail über. Sein Debüt in der Qatar Stars League hatte er aber schon am 15. April 2017. Für das Jahr 2018 wurde er dann an die U21 des KAS Eupen verliehen. Nach seiner Rückkehr wurde er im Januar 2019 dann aber direkt wieder verliehen, diesmal wieder über die Laufzeit von einem Jahr ligaintern zum Qatar SC. Aber auch nach seiner zweiten Leihe bekam er keine weiteren Einsätze bei al-Duhail. Von August bis Oktober 2020 folgte dann eine kurze Leihe zum al-Sailiya SC sowie danach wiederum direkt von Oktober 2020 bis zum Ende der Saison 2021/22 erneut eine zum Qatar SC, diese wurde dann für die nächste Saison gleich noch einmal verlängert.
Seit der Spielzeit 2022/23 gehört er nun fest zum Kader von al-Duhail und bekommt auch regelmäßig Einsätze.

### Nationalmannschaft
Sein Debüt in der katarischen A-Nationalmannschaft, hatte er am 15. Juni 2023 bei einem 2:1-Freundschaftsspielsieg über Jamaika. Nach einem weiteren Freundschaftsspieleinsatz war er auch Teil der Mannschaft beim Gold Cup 2023, wo er mit seiner Mannschaft bis ins Viertelfinale kam.